# Wacław Gibaszek
Wacław Gibaszek (ur. 15 stycznia 1953 w Wygiełzowie, zm. 2020) – polski malarz abstrakcyjny.
Studiował na Akademii Sztuk Pięknych w Warszawie. Dyplom z wyróżnieniem obronił w 1983 roku na Wydziale Malarstwa w pracowni prof. Tadeusza Dominika.
Mieszkał i tworzył w Warszawie.

## Twórczość
Jacek Bukowski tak opisuje styl malarski Wacława Gibaszka:

Malarstwo Gibaszka to tylko na pozór, jakby niezrównoważona technika (nieraz drobiazgowa pedanteria, ale częściej - niecierpliwe niedomalowanie rzeczy do końca), uproszczone formy i kontury, przypominające nierzadko śmiałe rysunki dzieci. Tworczość tego artysty, choć niezwykle efektowna i na pierwszy rzut oka raczej pogodna, w istocie jest bardziej wieloznaczna. Radość malowania i mocno ambiwalentny stosunek do świata tworzy niespokojną mieszankę. Jego kobiety, dzieci, obrazy macierzynstwa, tajemnicze ogrody, motywy religijne (czy nawet i te prawie-abstrakcje) mają w swoim klimacie coś z Wojtkiewicza, Muncha, Andersena... Wielobarwne bajki dla doroslych, z czernią niekiedy bardzo ukrytą. I mnóstwo poezji bez konceptualnych podpórek, bez kokietowania, zarówno wymagajacych krytyków, jak i najzwyklejszych widzów. Ten oryginalny twórca, tak odporny na jakiekolwiek mody malarskie, zasługuje na wyjątkową uwagę

.

## Ważniejsze wystawy
Wystawy indywidualne (wybór):
- 2010 – Wernisaż Wystawy ,,Formy biologiczne”, Galeria Sztuki „Wystawa”, Warszawa
- 2010 – Wernisaż i stała ekspozycja, Cafe Papuga, Warszawa
- 2010 – Wernisaż i stała ekspozycja, Restauracja Żywiciel, Warszawa

Ważniejsze wystawy zbiorowe:
- 1983 - Wystawa wyróżnionych dyplomów szkół artystycznych, Kraków
- 1984 – Pokonkursowa wystawa "Prowincja", Włocławek
- 1984 – wystawa Malarstwa XI Ogólnopolskiego Konkursu im. J. Spychalskiego, Poznań
- 1985 - Międzynarodowe Triennale Sztuki "Przeciw wojnie", Majdanek
- 1985 - I Wystawa Malarstwa i Grafiki Artystów Środowiska Warszawskiego, Zachęta
- 1986 - VII Ogólnopolska Wystawa Malarstwa "Przeciw wojnie", Majdanek
- 1987 – "Impresje polskie", Toruń
- 1987 - I Ogólnopolska Wystawa Pasteli, Nowy Sącz
- 1987 - Tematy Muzyczne w Malarstwie, BWA, Tarnów
- 1987 - Cztery Pory Roku, "Wiosna", Szczecinek
- 1987 – Wystawa pokonkursowa"Prowincja", Włocławek
- 1987 – Filadelfia, USA
- 1988 – Konfrontacje Malarstwa Współczesnego, Rzeszów
- 1988 – Arsenał '88, Zachęta
- 1998 – Festiwal Malarstwa Współczesnego, Zamek Książąt Pomorskich, Szczecin
- 2003 – Staromiejski Dom Kultury w Warszawie
- 2003 – Warszawski Przegląd Sztuk Pięknych w Galerii DAP
- 2003 – V Biennale Małych Form w Toruniu, Galeria WOZOWNIA
- 2004 – VII SALON SZTUKI - Ostrowiec Świętokrzyski
- 2005 – VI Biennale Małych Form, Toruń
- 2009 – Konfrontacje jesienne, Rzeszów
- 2009 – Wystawa poplenerowa z Wydmusów
- 2009 – II Wystawa Grupy Hoovera

## Zbiory
Jego obrazy znajdują się m.in. w kolekcji Muzeum Powstania Warszawskiego, Muzeum w Oświęcimiu, Muzeum Marii Skłodowskiej-Curie w Warszawie, Muzeum Włocławskim, w Katedrze na Wawelu i Gnieźnie, w zbiorach Katolickiego Uniwersytetu Lubelskiego, w Kościele Matki Boskiej Zwycięskiej na Kamionku oraz u indywidualnych kolekcjonerów na całym świecie.